# U Nového mlýna
U Nového mlýna  je národní přírodní památka o rozloze 12,6962 ha, která se nachází na pravém břehu Dalejského potoka nad železniční tratí z Prahy do Rudné poblíž zastávky Holyně. Zahrnuje bývalý lom (Prastav) a jeho nejbližší okolí na katastrálním území Hlubočepy a Holyně hlavního města Prahy v nadmořské výšce 255 až 310 metrů. Chráněné území je ve správě Agentury ochrany přírody a krajiny ČR, regionálního pracoviště Střední Čechy.

## Geologická charakteristika
Na lokalitě se nacházejí geologické profily ve spodním a středním devonu, naleziště zkamenělin a společenstva teplomilné travní a skalní stepi. Dají se zde nalézt četné zkameněliny ramenonožců, mlžů, trilobitů a tentakulitů. Skály jsou zde vápencové – jedná se zde o šedé jemnozrnné vápence devonského pražského souvrství. Místy jsou také vidět pruhy pevných, tence vrstevnatých, šedozelených dalejských břidlic.[zdroj?]

## Předmět ochrany

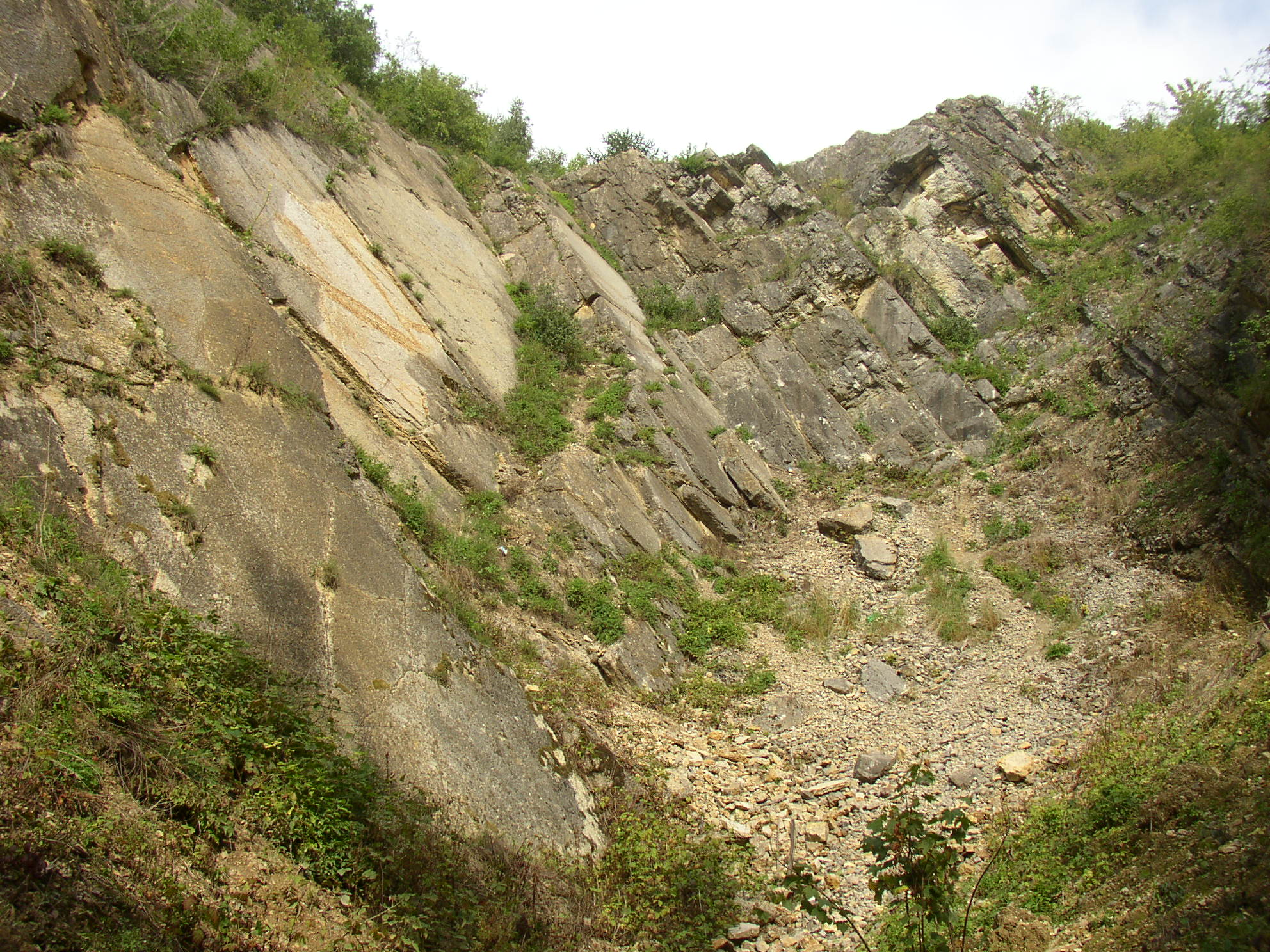
Západní a severní stěna lomu Prastav

V opuštěném lomu Prastav je chráněn mezinárodní parastratotyp, pomocný standard souboru vrstev, tvořících hranici mezi spodním a středním devonem (stáří přibližně 397,5 milionu let). Tato hranice je definována prvním výskytem konodonta Polygnathus costatus partitus.[zdroj?]

## Flóra a fauna
Fauna i flóra je téměř totožná s Prokopským údolím. Velká část území je uměle zalesněna borovicí černou a akátem. Na bývalých polích je výsadba lípy, dubu a borovice lesní. Při krajích skalní stepi hnízdí koroptev polní.
V současné době dochází k sekundární sukcesi území.[zdroj?]

## Fotogalerie

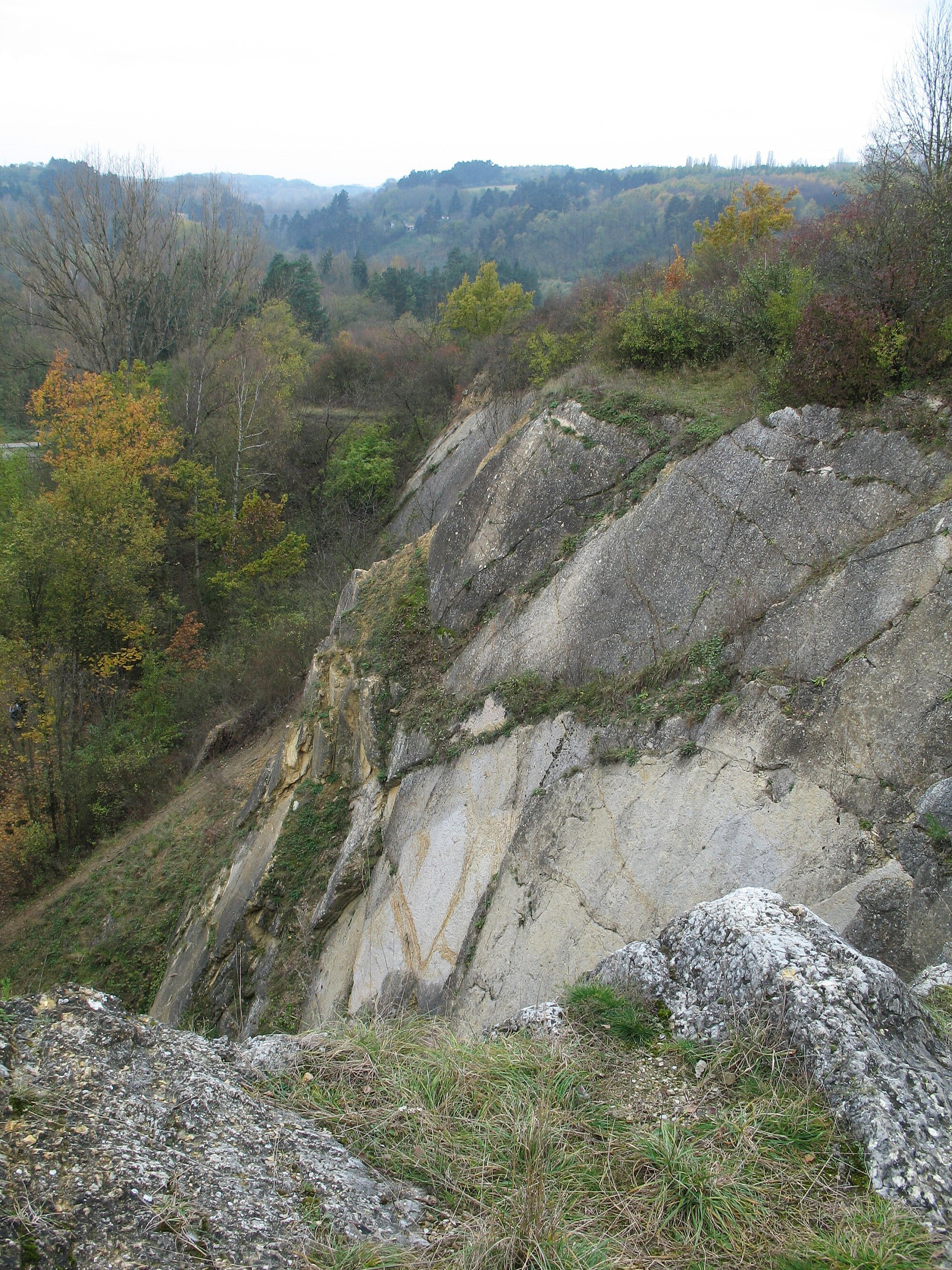
Na hraně lomu Prastav
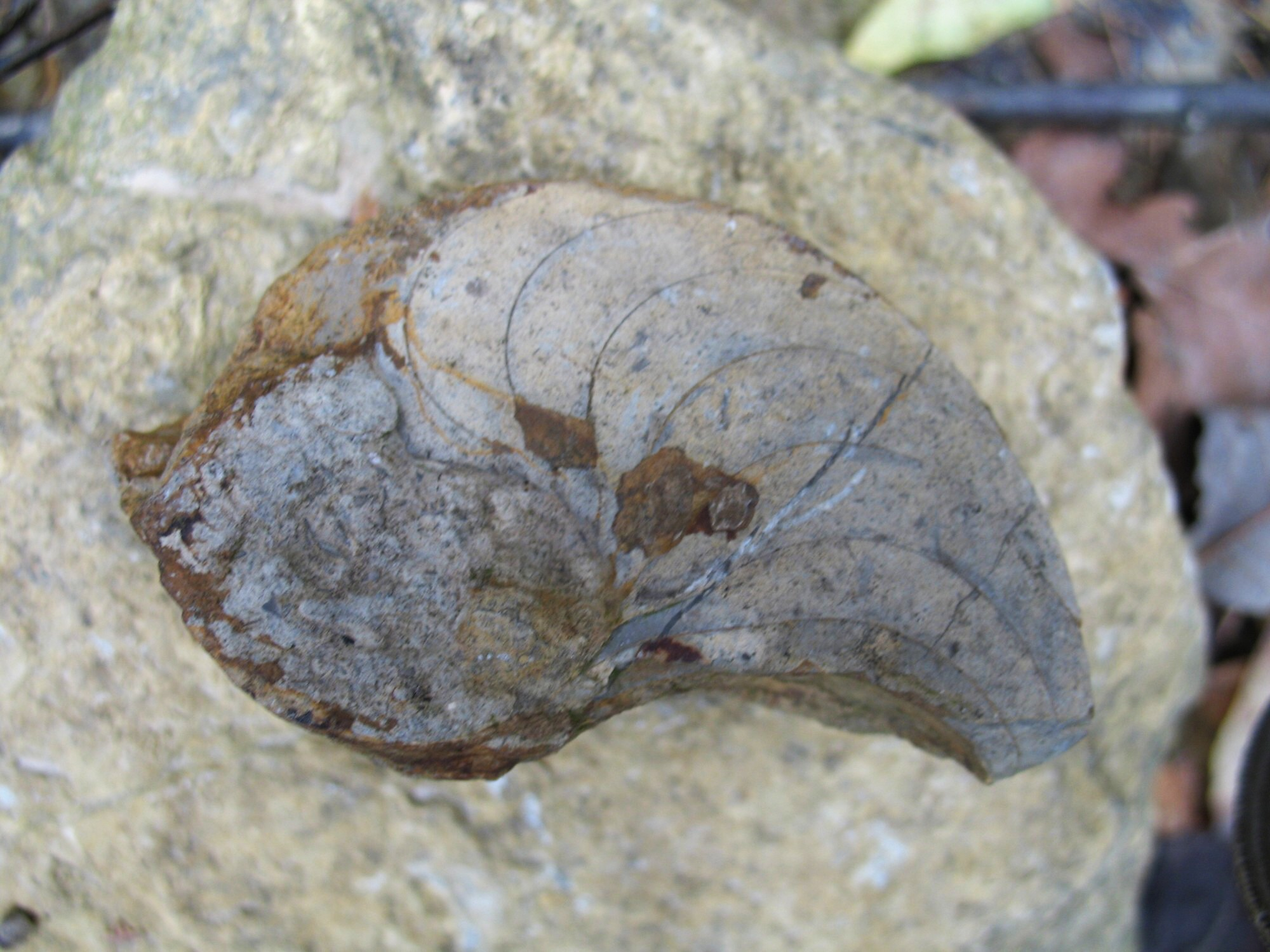
Zkamenělina prvohorního goniatitu, velikost cca 10 cm
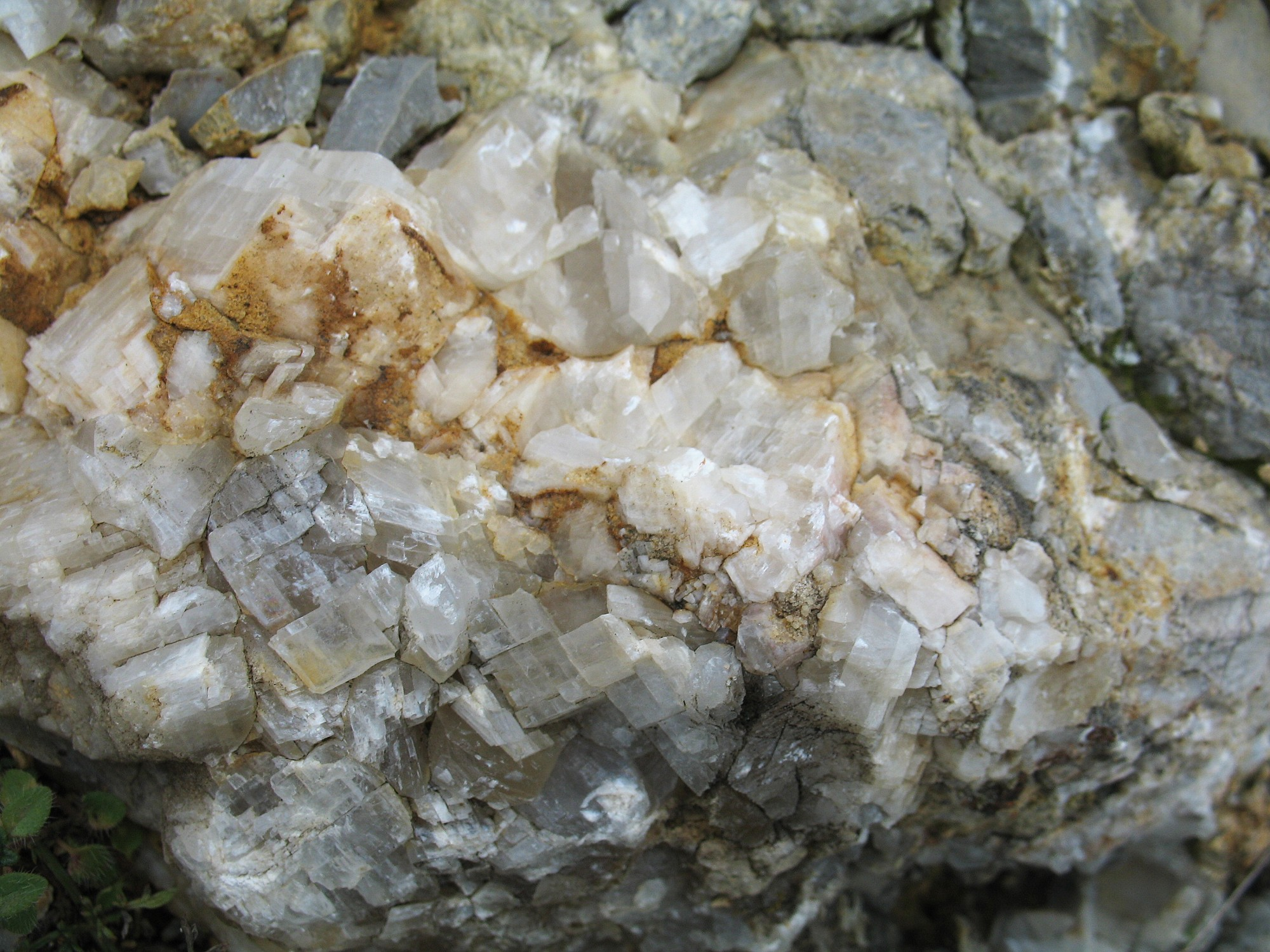
Krystaly kalcitu na výchozech vápence v lomu Prastav